# Криминал на Косову и Метохији
Косово и Метохија су у комунистичкој Југославији имали најнижу стопу криминала у целој земљи. После рата на Косову и Метохији (1999), регион је постао значајан центар организованог криминала, трговине дрогом, трговине људима и трговине људским органима. Такође постоји етнички сукоб између Албанаца и Срба. Током 1990-их велики број становништва Косова и Метохије преселио се у западну и средњу Европу, а уз политичку нестабилнст, створени су идеални услови да Косово и Метохија постане „европско средиште злочина”.
УНМИК је 1999. године основао Полицију Косова. Године 2004. она је имала оперативне снаге од 7.000 полицајаца, док је 2010. тај број повећан на 9.000.
Депримирајућа стопа криминала довела је 2008. године до додатног распоређивања цивилних ресурса под називом ЕУЛЕКС.
Извештај о злочину и безбедности на Косову и Метохији за 2012. годину Стејт департмента наводи следеће,
„Висока незапосленост и други економски фактори подстичу криминалне активности на Косову и Метохији. На овом простору се јавља учестали стамбени и нерезиденцијални криминал. Улични злочини који се састоје од крађе и отимања новчаника представљају озбиљан проблем на Косову и Метохији, посебно у Приштини. Криминалци често чине злочине док су наоружани пиштољем, јер је оружје прилично лако набавити.”

## Регистрована стопа криминала
Број пријављених убистава је порастао за 80% са 136 у 2000. на 245 у 2001. Број пријављених подметнутних пожара порастао је за 140% са 218 на 523 у истом периоду.
Број уочених тешких кривичних дела порастао је између 1999. и 2000. године.
Током 2000-их извештаји „почињу да личи на исте обрасце других европских градова”.
УНМИК је истакао да би се пораст пријављених инцидената могао приписати повећаном поверењу у полицијске снаге, а не више стварног криминала.
Према Канцеларији Уједињених нација за дрогу и криминал до 2008. године, стопа убистава на Косову и Метохији опала је за 75% за пет година.
Преостале нагазне мине и друга неексплодирана убојна средства остала су присутна, иако су сви путеви и колосеци очишћени. Препоручује се опрез при путовању у удаљена подручја.

## Организовани криминал
Иако је стабилизација почела касније, статистика може показати да је насилни и организовани криминал на Косову и Метохији у сталном паду. Према извештају Савета Европе о стању организованог криминала, 82% свих истрага организованог криминала на Косову и Метохији, до 2005. године, укључивало је трговину људима. Осталих 15% су биле истраге о изнуди.
У извештају УН о дрогама из 2005. године наведено је да организовани криминал на Косову и Метохији контролише тржиште хероина у региону. Извештај из 2007. их је идентификовао као пораст увоза и дистрибуције јужноамеричког кокаина у региону.
Постоји неколико институција које се боре против организованог криминала, укључујући ЕУЛЕКС, КФОР и Полицију Косова. Тренутно, главна активност организованог криминала делује на Северном Косову.

## Дрога

### Трговина дрогом
Косово и Метохија је регион који је изузетно подлежан организованом криминалу, а самим тим и прању новца. Међународне агенције су 2000. године процениле да је нарко-мафија Косова и Метохија снабдевала до 40% хероина продатог у Европи и Северној Америци. Због грађанског рата у Албанији 1997. и рата на Косову и Метохији 1998—1999, етнички Албанци су уживали конкурентску предност, која је опадала како се регион стабилизовао.
Према извештају Канцеларије Уједињених нација за дрогу и криминал из 2008. године, етнички Албанци, не само са Косова и Метохије, снабдевају 10 до 20% хероина у Западној Европи, а промет је у опадању.
Од 2001. до 2007. године заплењено је 175,84 kg хероина, 17,34 kg кокаина и укупно 286,89 kg конопље. Косово и Метохија је један од три главна кријумчарска пута за Европу. Делује као једна од транзитних земаља између Авганистана и Италије.

### Заплене хероина
Све веће количине прокријумчареног хероина задржавају се на Косову и Метохији за употребу од стране локалних клијената. Године 2007. дошло је до благог повећања уличне цене хероина (са 21 евра на 25 евра за 1 грам), али је цена остала иста, без повећања, у 2008. Ниво чистоће уличног хероина је око 1%. Табела испод приказује заплене хероина од 2007. до 2010. године.
| Опис активности       | 2007. | 2008. | 2009. | 2010. |
| --------------------- | ----- | ----- | ----- | ----- |
| Број заплена          | 72    | 66    | 77    | 84    |
| Заплењене количине () | 47    | 44    | 36    | 55    |
| Ухапшена лица         | 110   | 98    | 71    | 112   |

### Заплене кокаина
Већина кокаин на Косово и Метохију стиже путем поштанских пошиљки или курира из уже Србије и/или земаља Јужне Америке, које су познате по производњи кокаина. Прво се шаље у Италију или Грчку, а обично у малим количинама. Цена за 1 грам кокаина варирала је од 45 до 65 евра у 2007. и од 50 до 70 евра у 2008. Табела испод приказује заплене кокаина од 2007. до 2010. године.
| Опис активности       | 2007. | 2008. | 2009. | 2010. |
| --------------------- | ----- | ----- | ----- | ----- |
| Број заплена          | 3     | 4     | 3     | 2     |
| Заплењене количине () | 2     | 2     | 1,5   | 0,5   |
| Ухапшена лица         | 6     | 7     | 4     | 2     |

### Заплене конопље
Конопља је једина наркотичка биљка која се широко узгаја на Косову и Метохији, првенствено за домаћу употребу. Према Полицији Косова, током периода 2007—2010. узгој конопље је био раширен на већем делу територије покрајине. Табела испод приказује заплене конопље од 2007. до 2010. године.
| Опис активности                | 2007.  | 2008. | 2009.  | 2010. |
| ------------------------------ | ------ | ----- | ------ | ----- |
| Број заплена                   | 35     | 23    | 35     | 42    |
| Број заплењених биљака конопље | 21.712 | 9.249 | 33.497 | 9.724 |
| Ухапшена лица                  | 41     | 27    | 42     | 44    |

## Трговина људским органима
Трговина људским органима на Косову и Метохији (или „Досије Жута кућа”) односи се на наводно вађење органа и убиство неодређеног броја „несталих” људи. Разни извори процењују да се број жртава креће од „шачице”, па све до 50, или између 24 и 100. Верује се да су жртве углавном етнички Срби, које су наводно убили чланови терористичке Ослободилачке војске Косова (ОВК) током 1999. До 2011. године око 1.900 „несталих” људи (око две трећине Албанаца) и даље се сматрају несталима.
У извештају швајцарског тужиоца Дика Мартија Савету Европе (СЕ) 2010. године откривене су „веродостојне, конвергентне индиције” о илегалној трговини људским органима која траје више од једне деценије, укључујући смрт „шачице” српских заробљеника који су убијени за ову сврху. Савет Европе је подржао извештај 25. јануара 2011. године, који је позвао на пуну и озбиљну истрагу. Међутим, ЕУЛЕКС и многи чланови Европског парламента изразили су сумње у вези са извештајем и његовим основама, верујући да Марти није пружио „веродостојне доказе” у вези са оптужбама. Специјална истрага ЕУЛЕКС-а покренута је у августу 2011. године.

## Ватрено оружје
Косово и Метохија више није транзитно место или тржиште за илегални шверц оружја.
Од 1999. до 2005. године више од 15.432 илегална оружја су заплењена или одузета од цивила на Косову и Метохији.

## Трговина људима
је известио да су последице рата довеле до пораста трговине женама ради сексуалне експлоатације. Према подацима Међународној организацији за миграције, у периоду 2000—2004. Косово и Метохија је константно било на четвртом или петом месту међу деловима Југоисточне Европе по броју жртава трговине људима, после Албаније, Молдавије, Румуније, а понекад и Бугарске.

## Полиција Косова
Полиција Косова је полицијска агенција за спровођење закона на Косову и Метохији. Полицијске снаге су првобитно формиране 1999. године, где су први кандидати почели обуку 6. септембра. Прву генерацију полицајаца чинило је 176 припадника.
Канцеларија Уједињених нација за дрогу и криминал оценила је да „Косово и Метохија вероватно има највећу концентрацију безбедносног особља на свету”. У 2008. години било је укупно 26.233 припадника обезбеђења, од којих су 8.834 били службеници Полиције Косова.
Од 2013. године Полиција Косова имају укупно 51 станицу широм Косова и Метохије, подељених у 6 региона, а то су: Приштина, Пећ, Косовска Митровица, Призрен, Гњилане и Урошевац.

## Међуетнички злочини
Од 1981. до 1987. на Косову и Метохији се догодило само пет међуетничких убистава.
Међутим, после рата тешко је разликовати злочине као такве и етнички мотивисане злочине. Због тога нема поузданих података о међуетничком криминалу. Други велики проблем у истраживању ових злочина је недоследност између података УНМИК-а и Полиције Косова.
Постоји много тензија између Срба и Албанаца на северу, нарочиту у Косовској Митровици. Мост који повезује јужни део града са северним делом града постао је позорница насиља између две етничке групе. Такви инциденти као што је насиље над двема етничким групама нису тако чести у другим деловима Косова и Метохије.